# Resident Evil: Bun venit în Raccoon City
Resident Evil: Bun venit în Raccoon City (în engleză Resident Evil: Welcome to Raccoon City) este un film de groază din 2021 scris și regizat de Johannes Roberts. Este bazat pe jocurile video Capcom Resident Evil din 2002 și 2019. În rolurile principale au interpretat actorii Kaya Scodelario, Hannah John-Kamen, Robbie Amell, Tom Hopper, Avan Jogia, Donal Logue și Neal McDonough. 